# Stříbrnice (Uherské Hradiště-i járás)
Stříbrnice település Csehországban, a Uherské Hradiště-i járásban. Stříbrnice Boršice, Vážany, Polešovice, Újezdec, Medlovice, Tučapy és Buchlovice településekkel határos. Lakosainak száma 425 fő (2024. január 1.).

## Népesség
A település lakosságának változását az alábbi diagram mutatja:
| Lakosok száma | 834  | 866  | 1056 | 830  | 515  | 413  | 432  | 420  | 426  | 425  |
|               | 1869 | 1890 | 1921 | 1950 | 1980 | 2001 | 2017 | 2019 | 2022 | 2024 |